# Hello Nasty
Hello Nasty é o quinto álbum de estúdio gravado pelos Beastie Boys em 1998. O álbum vendeu 681.000 cópias em sua semana de lançamento, e estreou em número 1 na parada Billboard 200. O álbum levou para casa dois Grammys, nas categorias de Melhor Álbum de Música Alternativa e Melhor Performance de Rap por um Duo ou Grupo pela música "Intergalactic".

## O disco
O álbum foi lançado em 1998, quatro anos após o último álbum da banda, Ill Communication. Hello Nasty também marca a adição do campeão mundial pelo  DMC, Mix Master Mike ao grupo. Também tira o grupo da zona de conforto da mistura hip-hop/punk/jazz dos dois álbuns anteriores. Por exemplo  "I Don't Know" é uma canção bossa nova e apresenta Miho Hatori nos vocais enquanto "Dr. Lee, PhD"  apresenta a lenda do Dub, Lee "Scratch" Perry nos vocais.
Hello Nasty marca também a última aparição de Eric Bobo como  percussionista da banda, assim como a última vez que os Beastie Boys trabalharam com um co-produtor. O álbum de 2004, To the 5 Boroughs, seria o primeiro totalmente produzido pela banda.

## Faixas
1. "Super Disco Breakin"
2. "The Move"
3. "Remote Control"
4. "Song For The Man"
5. "Just a Test"
6. "Body Movin'"
7. "Intergalactic"
8. "Sneakin'Out the Hospital"
9. "Putting Shame in Your Game"
10. "Flowin' Prose"
11. "And Me"
12. "Three MC's and One DJ"
13. "Can't, Won't, Don't Stop"
14. "Song For Junior"
15. "I Don't Know"
16. "The Negotiation Limerick File"
17. "Electrify"
18. "Picture This"
19. "Unite"
20. "Dedication"
21. "Dr. Lee, PhD"
22. "Instant Death"

### CD Bônus
Uma edição especial lançada na Austrália continha um CD extra com as seguintes faixas:
1. "Hail Sagan" (Special K) – 4:06
2. "Body Movin'" (Fatboy Slim Remix) – 5:34
3. "Intergalactic" (Prisoners of Technology Remix) – 5:46
4. "Peanut Butter & Jelly" – 2:16

Um álbum promocional chamado Nasty Bits foi feito contendo "Super Disco Breakin'," "Body Movin'" e "Song For Junior."

## Samples
1. "Super Disco Breakin' " – 2:07
  - Samples:
    - "Is Manhattan in the House?" by Busy Bee Starski
    - "Sucker MC's (Krush Groove 1)" by Run-D.M.C.
2. "The Move" – 3:35
  - Samples:
    - "Gula Matari" by Quincy Jones
    - "El Rey Y Yo" by Los Angeles Negros
    - "Get Out of My Life Woman" by Iron Butterfly
    - "WKCR 'Stretch' Bobitto Lord Sear" programa de rádio (voz de Bobbito e  beat box de Lord Sear)
3. "Remote Control" – 2:58
  - Existe uma  faixa escondida aqui: "El Rey y Yo" (antes da faixa iniciar).
4. "Song For The Man" – 3:13
5. "Just a Test" – 2:12
  - Samples:
    - Trechos de The Pair Extraordinare by The Pair Extraordinare
6. "Body Movin' " – 3:03
  - Samples:
    - "Fido" by The Byrds
    - "Oye Como Va" by Amral's Trinidad Cavaliers
    - "Modern Dynamic Physical Fitness Activities" by Ed Durlacher
7. "Intergalactic" – 3:51
  - Samples:
    - intro : "Night on Bald Mountain" by Modest Mussorgsky
    - "The New Style" by the Beastie Boys
    - "Love is Blue" by The Jazz Crusaders
    - "Prelude in C-sharp minor" composta por Rachmaninoff, versão de Les Baxter
8. "Sneakin' Out The Hospital" – 2:45
9. "Putting Shame In Your Game'" – 3:37
  - Samples:
    - "Whutcha Want?" by Nine
    - "The Vapors" by Biz Markie
    - "You're a Customer" by EPMD
    - "Rocket in the Pocket" by Cerrone
    - "No Ice Cream Sound" by Johnny Osbourne
10. "Flowin' Prose" – 2:39
11. "And Me" – 2:52
12. "Three MC's and One DJ" – 2:50
  - Samples:
    - "Rob Swift Versus Rahzel" by Rob Swift
    - secretária eletrônica de Adam Yauch
13. "The Grasshopper Unit (Keep Movin')" – 3:01 (o título da versão Australiana/Européia é "Can't, Won't, Don't Stop")
  - Samples:
    - "I've Gotta Keep Movin'" by Alex Bradford & Company
    - "Flash to the Beat" by Grandmaster Flash & The Furious Five
    - "Superrappin'" by Grandmaster Flash & The Furious Five & Company
    - "Sure Shot" by Beastie Boys
14. "Song for Junior" – 3:49
15. "I Don't Know" – 3:00 (com Miho Hatori do Cibo Matto)
16. "The Negotiation Limerick File" – 2:46
  - Samples:
    - "Poor Old Trashman" by Barbara Lynn
    - "In-Citement" by the Pair Extraordinaire
17. "Electrify" – 2:22
  - Samples:
    - "Stakes Is High" by De La Soul
    - "The Firebird Suite" by Igor Stravinsky
    - "Company" by Dean Jones and Company
18. "Picture This" – 2:25 (com Brooke Williams)[1][2]
19. "Unite" – 3:31
  - Samples:
    - "Roxanne, Roxanne" by UTFO
20. "Dedication" – 2:32
21. "Dr. Lee, PhD" – 4:50 (com Lee "Scratch" Perry)
  - Samples:
    - "Dub Revolution" by Lee "Scratch" Perry
22. "Instant Death" – 3:22

## Posição nas Paradas

### Álbum
| Ano  | Parada                        | Posição |
| ---- | ----------------------------- | ------- |
| 1998 | Parada de Álbuns da Austrália | #1      |
| 1998 | Billboard 200                 | #1      |
| 1998 | Parada de Álbuns do Canadá    | #2      |

### Singles
| Ano  | Single                          | Parada                         | Posição |
| ---- | ------------------------------- | ------------------------------ | ------- |
| 1998 | "Intergalactic"                 | Parada de Singles da Austrália | #21     |
| 1998 | "Intergalactic"                 | Billboard Hot 100              | #28     |
| 1998 | "Intergalactic"                 | Alternative Songs              | #4      |
| 1998 | "Intergalactic"                 | Parada de Singles do Canadá    | #9      |
| 1998 | "Intergalactic"                 | Hot Dance Tracks               | #6      |
| 1998 | "Intergalactic"                 | Mainstream Top 40              | #32     |
| 1998 | "Intergalactic"                 | Top 40 Rhythmic                | #37     |
| 1998 | "Body Movin'"                   | Alternative Songs              | #15     |
| 1998 | "Body Movin'"                   | Alternative Songs              | #15     |
| 1998 | "Body Movin'"                   | Hot Dance Airplay              | #44     |
| 1998 | "Body Movin'"                   | Hot Dance Sales                | #25     |
| 1999 | "Body Movin'"                   | Parada de Singles da Austrália | #28     |
| 1999 | "The Negotiation Limerick File" | Alternative Songs              | #29     |